# David Demaine
David Demaine là một cầu thủ bóng đá thi đấu ở vị trí tiền vệ chạy cánh ở Football League cho Tranmere Rovers và Southport.